# Manfred Hausmann
Manfred Hausmann, voluit: Georg Andreas Hausmann (Kassel, 10 september 1898 - Bremen, 6 augustus 1986) was een Duits schrijver, dichter, journalist en lekenpredikant. Hausmann is in Duitsland beroemd geworden vanwege twee levendige schelmenromans, die hij rond 1928 schreef, en na de Tweede Wereldoorlog vanwege  proza en gedichten met een sterk christelijk karakter; van deze latere werken zijn er een klein aantal in het Nederlands vertaald. Hausmanns opstelling ten opzichte van het nationaalsocialisme (1933-1945) en ten opzichte van het verschijnsel oorlog wordt door critici en biografen sterk uiteenlopend beoordeeld, en is nog steeds onderwerp van discussie.

## Levensloop

### Jeugd- en studiejaren
Manfred Hausmann was de zoon van een microscopenfabrikant uit Göttingen. Als tiener was hij een vurig lid van de jeugdbeweging Wandervogel. In 1916, tijdens de Eerste Wereldoorlog, deed hij, reeds als soldaat, eindexamen gymnasium, en moest in 1917 deelnemen aan frontgevechten. Daarbij raakte Hausmann gewond, en liep blijvend letsel aan de longen op. Hausmann ervaarde het soldatenleven enerzijds als romantisch en avontuurlijk, anderzijds had hij moeite met het moeten doden tijdens een oorlog. 
Na  de Eerste Wereldoorlog studeerde hij o.a. filosofie, kunstgeschiedenis en germanistiek. Zijn dissertatie in die laatste discipline handelde over Duitse soldatenliederen. Ook leerde hij handelsvakken, zodat hij van tijd tot tijd in het bedrijf van zijn vader op kantoor kon werken.

### 1923-1933
Hausmann trouwde met een studiegenote, Irmgard Schmidt, en in 1924 kreeg het echtpaar een tweeling (Wolf en Tjark). Tjark zou zich later na de dood van zijn vader met het beheer van diens literaire "erfenis" bezighouden. Uit dit huwelijk zouden in 1930 en 1936 nog een dochtertje, Bettina, en een zoontje, Martin, geboren worden.
In 1924-1925 was Hausmann enige tijd feuilletonschrijver voor de Weser-Zeitung, een liberaal georiënteerde krant uit Bremen. Zijn eerste literaire werk, Die Frühlingsfeier, droeg hij aan Martha Vogeler, de dochter van de Worpsweder kunstenaar Heinrich Vogeler op. 
Hausmann was vaderlandslievend en richtte met gelijkgezinde schrijvers in 1924 de Bremer literaire kring Die Kogge op. Veel leden van deze kring waren aanhangers van de Niederdeutsche Bewegung, een tot de later politiek extreemrechtse Völkische Bewegung te rekenen groep schrijvers, die o.a. de Noord-Duitse cultuur, traditie en streektalen bevorderden.
Een sterke vrijheidsdrang bracht Hausmann ertoe, vanaf eind 1925 met de gevestigde orde en met zijn baan bij de krant te breken en een jaar als vagebond door Duitsland te zwerven. Hierover schreef hij zijn anekdotische romans Lampioon ... en Salut gen Himmel, die, ondanks de later door de nazi's sterk afgekeurde erotische scènes,  bestsellers werden. Na terugkeer vestigde Hausmann zich in de Kunstenaarskolonie Worpswede. In 1929 ondernam hij een reis naar Amerika. Rond 1933 nam Hausmann, na lezing van werk van o.a. Karl Barth en Sören Kierkegaard, het protestantse christendom aan.
Hausmann was tot 1933 lid van de SPD.

### 1933-1945
De reeds beroemde Hausmann verkeerde in Worpswede in vanaf 1933 overwegend nazi-gezinde kringen, en stond in het algemeen niet negatief tegenover het nationaalsocialisme, hoewel hij bepaalde aspecten ervan zeker niet steunde. Hausmann nam enige lessen in zweefvliegen en had daarbij ontmoetingen met enthousiaste leden van de Hitlerjugend. Toen in 1934 Samuel Fischer, de Joodse uitgever van o.a. Buddenbrooks door Thomas Mann, overleed, hield Hausmann de grafrede. En in 1935 hing hij eenmaal  de zwart-rood-gele vlag van de Republiek van Weimar uit in plaats van die met het hakenkruis, wat hem enige problemen opleverde. 
In deze jaren produceerde Hausmann tot 1942 verschillend politiek niet controversieel werk, met o.a. de natuur als onderwerp. Mede om den brode bleef hij ook journalistiek actief, en schreef, wellicht vooral uit vaderlandsliefde, enige zeer nazistisch getinte artikelen, waaronder een berucht, de oorlog verheerlijkend, stuk in het weekblad Das Reich van 3 november 1940.  In de laatste oorlogsjaren leefde Hausmann zeer teruggetrokken. Hij zou te Worpswede, wellicht in het bijzijn van Martha Vogeler, eenmaal een, uiteraard illegale, ontmoeting gehad hebben met de verzetsstrijders van Die Weiße Rose, Hans en Sophie Scholl.

### Na 1945
Na de oorlog raakte Hausmann, die weer columnist voor de Weser-Kurier en lid van de SPD was geworden, aanvankelijk in een identiteitscrisis. In 1950 verhuisde hij van het "besmette" Worpswede naar het door scheepswerven aan de Wezer beheerste dorp Rönnebeck, dat tegenwoordig een stadswijk van Bremen is. Hausmann betreurde volgens Seehafer sterk, dat hij zich te zeer met de nazi's had geassocieerd. In 1947 kreeg hij ruzie met Thomas Mann, omdat hij deze verweet, in de nazi-tijd niet in Duitsland te zijn gebleven en de schrijvers, die het Reich niet hadden verlaten, te fel te bekritiseren. In 1960 kreeg hij ruzie met Günter Grass over diens nominatie voor een literatuurprijs, en in 1966 bleek, dat Hoffmann nog niet volledig afscheid had genomen van zijn (in 1940 openlijk geuite) romantiserende visie op oorlog als extreemste aller sporten, toen hij een omstreden toespraak hield bij een jubileum van de DFB. Hij vergeleek daarin  het krijgen van een rode kaart tijdens een voetbalwedstrijd met het sneuvelen van een soldaat tijdens een oorlog.
Beslissend voor Hausmanns verdere levensloop was echter een bekeringservaring, die hij omstreeks 1952, toen hij gestopt was als columnist voor de Weser-Kurier, na herbezinning op de bijbel kreeg. Hausmanns latere werk is sterk gericht op de behoefte, aanvankelijk ook als dichter, het christelijke geloof te verkondigen en op deze wijze de vrijheid te vinden. . Uitgeverij S. Fischer kon met deze werken van Hausmann niets beginnen, en de schrijver publiceerde voortaan via een kleine, protestants-christelijke uitgever. Deze werken worden tegenwoordig vooral in min of meer orthodox-protestantse kringen nog wel gelezen. Toch heeft hij ook nog wel werk zonder evangeliserende tendens gemaakt, met name gedichten en korte verhalen. Hij oogstte nog succes door bewerkingen van gedichten van o.a. Japanse en Hebreeuwse oorsprong te publiceren.
Vanaf 1968 tot 1981 was Hausmann lekenpredikant bij de Bremische Evangelische Kirche.
Na zijn dood werd Hausmann begraven op het kerkhof van de Evangelisch-gereformeerde kerk te Rönnebeck-Farge.

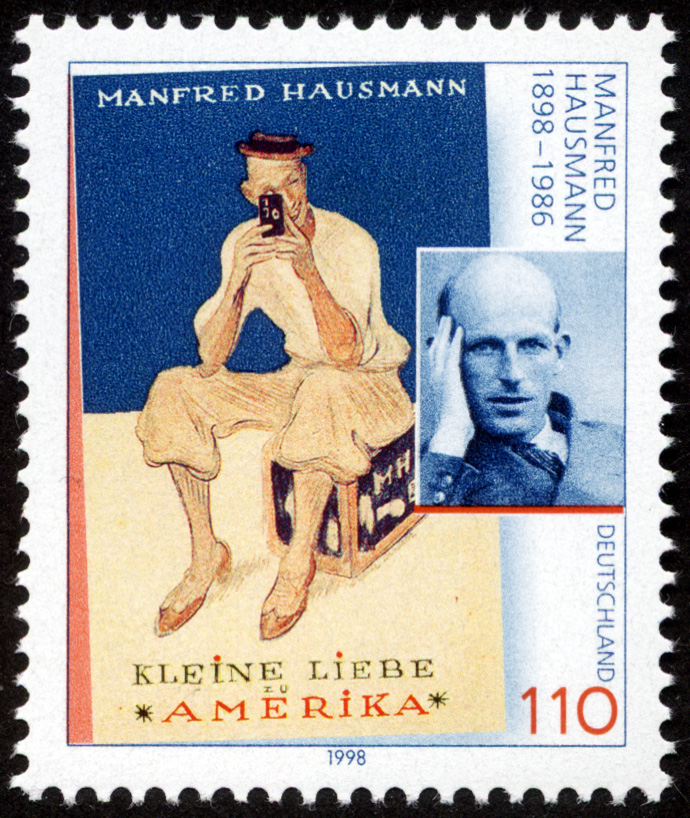
Gedenkpostzegel t.g.v. de 100e geboortedag van Hausmann
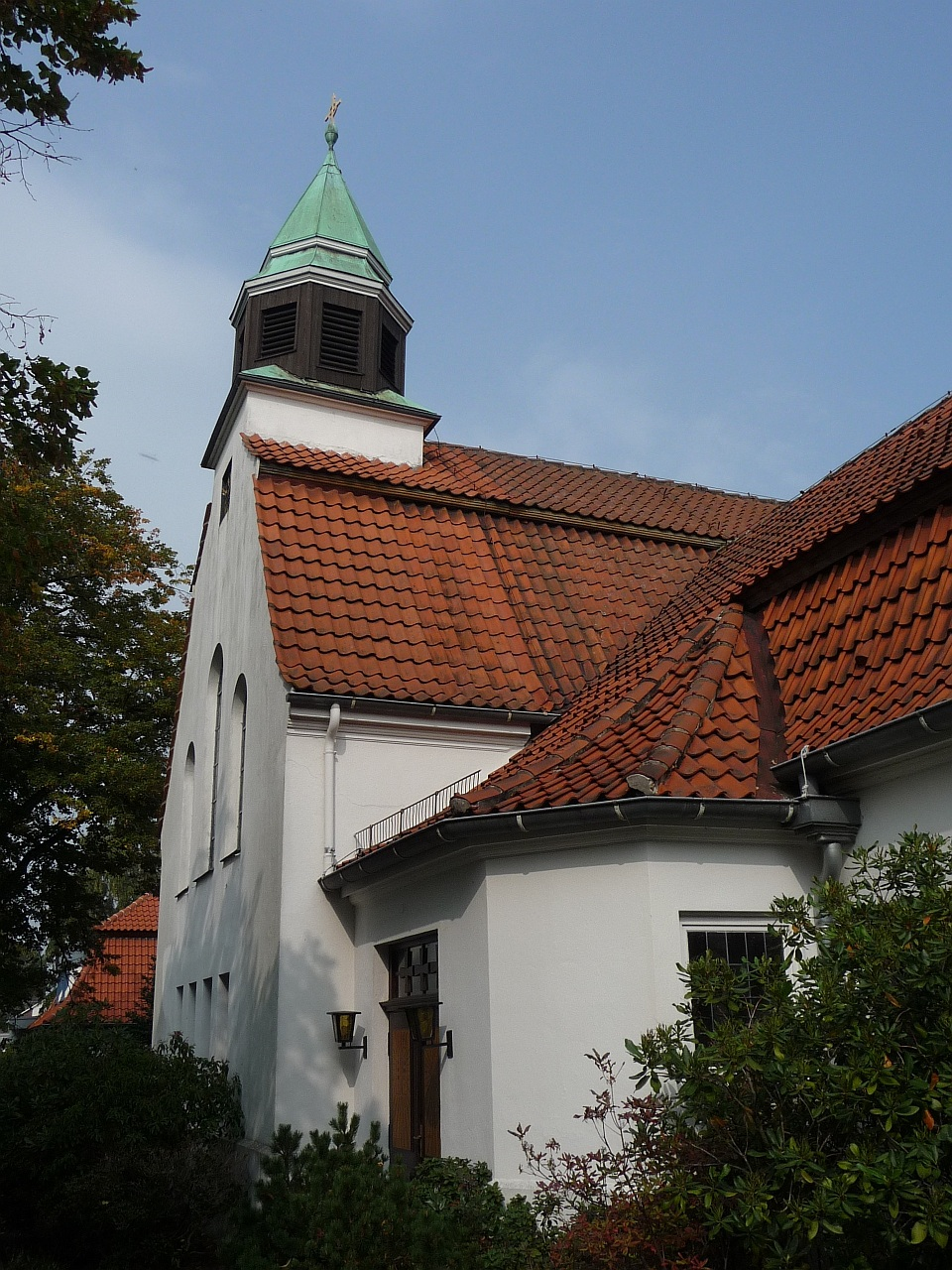
Evang.-geref kerk te Rönnebeck-Farge

## Werken (selectie)
- Die Frühlingsfeier (1928, roman)
- Lampioon küßt Mädchen und kleine Birken (1928, roman)
- Salut gen Himmel (1929, roman, door Hoffmann samengesteld uit materiaal, dat hij, blijkens een in 1971 geschreven brief aan Klaus Seehafer, eigenlijk nog in Lampioon... had willen verwerken)
- Kleine Liebe zu Amerika. Ein junger Mann schlendert durch die Staaten (1930)
- Abel mit der Mundharmonika (langs de Wezer spelende avonturenroman over vier tienerjongens, 1932, diverse malen herdrukt, verfilmd door de UFA in 1933 en in 1953)
- Ontje Arps  1934, (vertelling; uitgegeven bij Simon Fischer)
- Jahre des Lebens (gedichtenbundel, 1938)
- Martin, Geschichten aus einer glücklichen Welt[3] (1949, deels autobiografische schetsen; Martin is Hausmanns jongste zoon)
- Der Überfall (1952, verzamelde vertellingen, o.a. over Hausmanns herbezinning op God)
- Isabel, Geschichten um eine Mutter (1953)
- Sternsagen (1965) , Nederlandse vertaling: Sterrensagen, vertaler: A.Adema
- Welt aus Licht und Eis. (Spitsbergen) (1979, reisverslag)
- Gottes Nähe (1981, prekenbundel)
- Worpsweder Kalenderblätter. Tage, Stunden, Augenblicke (Worpswede 1990, postume publicaties)

## Eerbewijzen en onderscheidingen
Hausmann is talrijke malen onderscheiden:
- 1955: Literatuurpreis van  de stad Soest
- 1958: Kogge-Ehrenring Minden
- 1959: Grootkruis van Verdienste (Großes Bundesverdienstkreuz)
- 1963: Bremer Medaille für Kunst und Wissenschaft
- 1970: Konrad-Adenauer-Preis voor literatuur van de Deutschland-Stiftung[4]
- 1973: Humboldt-Plakette van de Humboldt-Gesellschaft

- Biblioteca Nacional de España: XX835777
- Bibliothèque nationale de France: cb12172417c (data)
- CiNii: DA01219739
- Gemeinsame Normdatei: 118547135
- International Standard Name Identifier: 0000 0001 2147 1483
- Library of Congress Control Number: n50033384
- Nationale Bibliotheek van Letland: 000265523
- Bibliotheek van het Japanse parlement: 00442717
- Nationale Bibliotheek van Tsjechië: kup20030000036641
- Nationale Bibliotheek van Israël: 987007297461705171
- Nederlandse Thesaurus van Auteursnamen: 068786956
- LIBRIS: 244156
- Système universitaire de documentation: 030273080
- Virtual International Authority File: 108840431
- WorldCat: E39PBJwD3WQMMJbKVxhKmvF9Xd